# قضیه نمونه‌برداری نایکوئیست–شنون

طیف دامنه فرکانسی یک سیگنال باند محدود.

قضیهٔ نمونه‌برداری نایکوییست-شنون، اساسی‌ترین قضیه در پردازش سیگنال دیجیتال و مخابرات دیجیتال است. این قضیه شرط امکان بازیابی سیگنال اولیه از نمونه‌های آن را را بیان می‌کند و پلی بین سیگنال‌های دیجیتال و آنالوگ می‌سازد.
این قضیه بیان می‌کند که اگر سیگنال {\displaystyle x(t)} سیگنالی با باند محدود باشد، یعنی به ازای {\displaystyle |f|\geq W}، تبدیل فوریه‌ی آن صفر باشد ({\displaystyle X(f)=0})، در آن صورت اگر آن را با تناوب {\displaystyle T_{s}} که {\displaystyle T_{s}<={\frac {1}{2W}}} است، نمونه‌برداری کنیم و دنبالهٔ {\displaystyle \{x(nT_{s})\}} را به دست آوریم، سیگنال اولیه را می‌توان از روی نمونه‌ها به کمک رابطهٔ زیر بازیابی کرد:
{\displaystyle \sum _{n=-\infty }^{+\infty }2T_{s}W'x(nT_{s})Sinc[2W'(t-nT_{s})]}
که در آن {\displaystyle W'} عددی است دلخواه که در شرط زیر صدق کند:
{\displaystyle W\leq W'\leq {\frac {1}{T_{s}}}-W}